# Turó de la Bassa
El turó de la Bassa és una muntanya de 600 metres que es troba al municipi de Pinós, a la comarca del Solsonès.